# Клубный чемпионат мира по футболу 2001
Клубный чемпионат мира 2001 года должен был пройти в Испании, но был отменён. Ни один матч не был сыгран.

## Участники
В 2001 году в турнире должны были участвовать:
| Аль-Хиляль           | Саудовская Аравия | Победитель Суперкубка Азии по футболу 2000         |
| Бока Хуниорс         | Аргентина         | Победитель Кубка Либертадорес 2000                 |
| Палмейрас            | Бразилия          | Победитель Кубка Либертадорес 1999                 |
| Хартс оф Оук         | Гана              | Победитель Лиги чемпионов КАФ 2000                 |
| Лос-Анджелес Гэлакси | США               | Победитель Кубка Чемпионов КОНКАКАФ 2000           |
| Джубило Ивата        | Япония            | Победитель Суперкубка Азии по футболу 1999         |
| Воллонгонг Вулвз     | Австралия         | Победитель Кубка чемпионов ОФК 2000-2001           |
| Замалек              | Египет            | Победитель Кубка КАФ 2000                          |
| Галатасарай          | Турция            | Победитель Кубка УЕФА 1999-2000                    |
| Реал Мадрид          | Испания           | Победитель Лиги чемпионов УЕФА 1999-2000           |
| Депортиво Ла-Корунья | Испания           | Победитель Чемпионата Испании по футболу 1999-2000 |
| Олимпия              | Гондурас          | Финалист Кубка Чемпионов КОНКАКАФ 2000             |

## Турнир
Этот чемпионат должен был стать вторым после бразильского. В этот раз местом его проведения была выбрана Испания. Однако из за банкротства ISL — швейцарского партнёра ФИФА — турнир не состоялся.
18 мая 2001 года ФИФА объявила, что турнир будет перенесен на 2003 год по трём причинам:
- загруженность календаря клубов;
- экономические проблемы в странах некоторых участников;
- финансовые проблемы ISL.

Турнир в 2003 году также не состоялся, он несколько раз переносился, и второй Клубный чемпионат мира по футболу состоялся в 2005 году в Японии.

## Группы

### Группа A
| М | Команда              | И | В | Н | П | МЗ | МП | РМ | О |
| - | -------------------- | - | - | - | - | -- | -- | -- | - |
| 1 | Бока Хуниорс         | 0 | 0 | 0 | 0 | 0  | 0  | 0  | 0 |
| 2 | Депортиво Ла-Корунья | 0 | 0 | 0 | 0 | 0  | 0  | 0  | 0 |
| 3 | Воллонгонг Вулвз     | 0 | 0 | 0 | 0 | 0  | 0  | 0  | 0 |
| 4 | Замалек              | 0 | 0 | 0 | 0 | 0  | 0  | 0  | 0 |

### Группа B
| М | Команда     | И | В | Н | П | МЗ | МП | О |
| - | ----------- | - | - | - | - | -- | -- | - |
| 1 | Аль-Хиляль  | 0 | 0 | 0 | 0 | 0  | 0  | 0 |
| 2 | Галатасарай | 0 | 0 | 0 | 0 | 0  | 0  | 0 |
| 3 | Олимпия     | 0 | 0 | 0 | 0 | 0  | 0  | 0 |
| 4 | Палмейрас   | 0 | 0 | 0 | 0 | 0  | 0  | 0 |

### Группа C
| М | Команда              | И | В | Н | П | МЗ | МП | О |
| - | -------------------- | - | - | - | - | -- | -- | - |
| 1 | Хартс оф Оук         | 0 | 0 | 0 | 0 | 0  | 0  | 0 |
| 2 | Джубило Ивата        | 0 | 0 | 0 | 0 | 0  | 0  | 0 |
| 3 | Лос-Анджелес Гэлакси | 0 | 0 | 0 | 0 | 0  | 0  | 0 |
| 4 | Реал Мадрид          | 0 | 0 | 0 | 0 | 0  | 0  | 0 |

## Расписание

### Группа A
| Дата           | Стадион                                    | Матч | Команды                                 |
| -------------- | ------------------------------------------ | ---- | --------------------------------------- |
| 28 июля 2001   | Estadio Riazor, Ла-Корунья                 | 1    | Бока Хуниорс – Депортиво Ла-Корунья     |
| 29 июля 2001   | Estadio Riazor, Ла-Корунья                 | 2    | Замалек – Воллонгонг Вулвз              |
| 1 августа 2001 | Estadio Riazor, Ла-Корунья                 | 3    | Бока Хуниорс – Замалек                  |
| 1 августа 2001 | Estadio Riazor, Ла-Корунья                 | 4    | Депортиво Ла-Корунья – Воллонгонг Вулвз |
| 4 августа 2001 | San Lazaro Stadium, Сантьяго-де-Компостела | 5    | Воллонгонг Вулвз – Бока Хуниорс         |
| 4 августа 2001 | San Lazaro Stadium, Сантьяго-де-Компостела | 6    | Депортиво Ла-Корунья – Замалек          |

### Группа B
| Дата           | Стадион                   | Матч | Команды                  |
| -------------- | ------------------------- | ---- | ------------------------ |
| 29 июля 2001   | Висенте Кальдерон, Мадрид | 7    | Палмейрас – Олимпия      |
| 30 июля 2001   | Висенте Кальдерон, Мадрид | 8    | Галатасарай – Аль-Хиляль |
| 2 августа 2001 | Висенте Кальдерон, Мадрид | 9    | Олимпия – Галатасарай    |
| 2 августа 2001 | Висенте Кальдерон, Мадрид | 10   | Палмейрас – Аль-Хиляль   |
| 5 августа 2001 | Сантьяго Бернабеу, Мадрид | 11   | Аль-Хиляль – Олимпия     |
| 5 августа 2001 | Висенте Кальдерон, Мадрид | 12   | Галатасарай – Палмейрас  |

### Группа C
| Дата           | Стадион                   | Матч | Команды                              |
| -------------- | ------------------------- | ---- | ------------------------------------ |
| 31 июля 2001   | Сантьяго Бернабеу, Мадрид | 13   | Реал Мадрид – Джубило Ивата          |
| 31 июля 2001   | Сантьяго Бернабеу, Мадрид | 14   | Хартс оф Оук – Лос-Анджелес Гэлакси  |
| 2 августа 2001 | Сантьяго Бернабеу, Мадрид | 15   | Джубило Ивата – Хартс оф Оук         |
| 2 августа 2001 | Сантьяго Бернабеу, Мадрид | 16   | Лос-Анджелес Гэлакси – Реал Мадрид   |
| 5 августа 2001 | Висенте Кальдерон, Мадрид | 17   | Лос-Анджелес Гэлакси – Джубило Ивата |
| 5 августа 2001 | Сантьяго Бернабеу, Мадрид | 18   | Реал Мадрид – Хартс оф Оук           |

### Полуфиналы
| Дата           | Стадион                    | Матч | Команды             |
| -------------- | -------------------------- | ---- | ------------------- |
| 9 августа 2001 | Estadio Riazor, Ла-Корунья | 19   | A1 – B1             |
| 9 августа 2001 | Сантьяго Бернабеу, Мадрид  | 20   | C1 – Лучшее 2 место |

### Финал
| Дата            | Стадион                   | Матч | Команды                       |
| --------------- | ------------------------- | ---- | ----------------------------- |
| 12 августа 2001 | Сантьяго Бернабеу, Мадрид | 21   | Победитель 19 – Победитель 20 |